# رستم اسفندیاری
رستم خان اسفندیاری ملقب به رفعت الدوله (۱۲۳۶خ - ۱۳۲۲خ) نخستین نماینده جیرفت در مجلس شورای ملی بود.
رستم خان فرزند مرتضی قلی خان وکیل الملک دوم و نوه محمداسماعیل خان وکیل الملک اول بود که هر دو والی ایالت کرمان و بلوچستان بودند. خود نیز سالها در شهرستانهای ایالت کرمان همچون رفسنجان، شهداد و بلوک خمسه (جیرفت، رابر، اسفندقه، ساردوییه و جبال‌بارز) حکمرانی کرد و سپس به نمایندگی از جیرفت به دوره سوم مجلس شورای ملی رفت. جیرفت در دوره‌های اول و دوم نماینده نداشت و رفعت‌الدوله نخستین نماینده‌ای بود که بر کرسی این حوزه انتخابیه در مجلس تکیه زد اما تصویب اعتبارنامه اش در واپسین روزهای عمر مجلس (چهارم آبان ۱۲۹۴) صورت گرفت. از آن تاریخ مجلس فقط سه جلسه دیگر برقرار بود و با پیشروی ارتش روسیه بسوی تهران در جریان جنگ جهانی اول، مجلس تعطیل شد. در پی بازگشایی مجلس شورای ملی در اول تیر ۱۳۰۰ رفعت الدوله بار دیگر به نمایندگی جیرفت انتخاب شد (مجلس چهارم) و پس از پایان این دوره در سال ۱۳۰۲ به نایب الایالگی و سپس کفیلی (سرپرستی) ایالت کرمان و بلوچستان رسید.
نجم السلطنه خواهر عبدالحسین میرزا فرمانفرما مادر رستم خان بود و به دلیل همین وابستگی فامیلی، پس از بازداشت نصرت الدوله فیروز پسر فرمانفرما در زمان رضا شاه، رستم خان را نیز در سال ۱۳۰۹ دستگیر کردند و مدتی زندانی بود. نجم السلطنه پس از جدایی از پدر رستم خان با میرزا هدایت الله خان وزیر دفتر، پدر محمد مصدق ازدواج کرد و از این رو، محمد مصدق برادرناتنی رستم خان رفعت الدوله است. دکتر اسفندیار اسفندیاری، استاد دانشگاه و از پیشگامان بیماری‌شناسی گیاهی و قارچ‌شناسی در ایران، پسر رستم خان رفعت الدوله بود و در خدمات دولتی نیز تا معاونت فنی وزارت کشاورزی پیش رفت. کوشک رفعت الدوله در شهر رابر کرمان از ساخته‌های رفعت الدوله در سال ۱۳۰۵ هجری قمری است.
رستم خان اسفندیاری در سال ۱۳۲۲ در تهران درگذشت.